# Juhani Kantele
Paavo Juhani Kantele, född 13 juni 1934 i Vuoksenranta, död 25 maj 1993 i Jyväskylä, var en finländsk fysiker.
Kantele blev filosofie doktor 1959. Han specialiserade sig på kärnfysik och samlade omkring sig en stor forskargrupp. Han blev biträdande professor vid Helsingfors universitet 1963 och utnämndes till professor i fysik vid Jyväskylä universitet 1966, varvid en stor del av hans forskargrupp flyttade till Jyväskylä. Han fortsatte sin forskning inom kärnfysiken och arbetade för att få en accelerator till det unga universitetet. I detta lyckades han även, och 1975 invigdes cyklotronlaboratoriet.
Kantele inriktade sin forskning speciellt på elektronspektroskopiska mätningar. Förutom att han kunde redovisa kärnfysikaliska resultat förbättrade han mätmetoder och apparatur. Vid sin bortgång arbetade han på en lärobok i kärnspektroskopi. 